# 2. april
2. april er dag 92 i året i den gregorianske kalender (dag 93 i skudår). Der er 273 dage tilbage af året.
Theodosius' dag, der formentlig er opkaldt efter den romerske Kejser Theodosius den Store, død 395. Der kan dog også være tale om en martyr med samme navn, som ifølge andre legender er død på denne dag.

### Begivenheder
Født - Dødsfald
- 1513 - Den spanske opdagelsesrejsende Juan Ponce de León opdager land ved hvad der i dag er den amerikanske delstat Florida.
- 1800 - Ludwig van Beethoven dirigerer ved premieren af sin 1. symfoni i Wien.
- 1800 - Ved Konstantinopeltraktaten mellem Det Osmanniske Rige og Det Russiske Kejserrige etableres under russisk og osmannisk overherredømme Den Septinsulære Republik, den første autonome græske stat siden Konstantinopels fald. Statsenheden eksisterer til 1815 hvor Storbritannien etablerer protektoratet De Joniske Øers Forenede Stater.
- 1801 - Slaget på Reden udkæmpes mellem Danmark-Norge og England ud for København. Briterne ødelægger en del af den danske flåde.
- 1851 - Rama IV krones til konge af Thailand.
- 1917 - 1. Verdenskrig: Den amerikanske præsident Woodrow Wilson anmoder Kongressen om at afgive krigserklæring mod Tyskland.
- 1930 - Efter kejserinde Zewditus død udråbes Haile Selassie til kejser af Ethiopien.
- 1964 - Sovjetunionen opsender rumfartøjet Zond 1 med kurs mod Venus.
- 1968 - Det Centrale Personregister bliver etableret og alle med dansk folkeregisteradresse i Danmark tildeles et CPR-nummer.[1]
- 1975 - CN Tower i Toronto, Canada, står færdig og er med sine 553,33 m verdens højeste fritstående struktur.
- 1976 - Prins Norodom Sihanouk trækker sig fra posten som Cambodjas leder og sættes i husarrest.[2]
- 1982 - Argentinske tropper invaderer Falklandsøerne og indleder derved Falklandskrigen.
- 1992 - Den amerikanske mafiaboss John Gotti bliver ved en retssag i New York kendt skyldig i bl.a. drab og afpresning og dømmes senere til livsvarigt fængsel.
- 2003 - Danmarks fodboldlandshold taber 0-2 til Bosnien i en landskamp i Parken. Nederlaget kommer efter 19 kampe i kvalifikationsturneringerne uden danske nederlag.
- 2005 - Et stort fødselsdagsshow i anledning af 200-året for H.C. Andersens fødselsdag afvikles i Parken med kunstnere som Tina Turner og sir Roger Moore.
- 2013 - Lærere, som er medlem af Danmarks Lærerforening, bliver lockoutet fra de danske folkeskoler.

### Født
- 1647 - Maria Sibylla Merian, tysk-hollandsk botaniker, entomolog og billedkunstner (død 1717).
- 1653 - Prins George, dansk/engelsk hertug og prins (død 1708).
- 1805 - H.C. Andersen, dansk digter (død 1875).
- 1840 - Émile Zola, fransk forfatter (død 1902).
- 1868 - Holger Hofman, dansk skuespiller og teaterdirektør (død 1929).
- 1891 - Max Ernst, tysk maler, grafiker og skulpturmager (død 1976).
- 1906 - Arvid Müller, dansk manuskript- og tekstforfatter (død 1964).
- 1907 - Ellen Malberg, dansk skuespiller (død 1983).
- 1914 - Hans J. Wegner, dansk arkitekt og møbelarkitekt (død 2007).
- 1914   - Alec Guinness, engelsk skuespiller (død 2000).
- 1919 - Gabriel Lisette, tchadisk politiker (død 2001).
- 1926 - Sir Jack Brabham, australsk racerkører (død 2014).
- 1927 - Ferenc Puskas, ungarsk fodboldspiller (død 2006).
- 1927   - Jørgen Lademann, dansk forlagsgrundlægger (død 1987).
- 1943 - Troels Kløvedal, dansk forfatter (død 2018).
- 1945 - Anne Waldman, amerikansk digter.
- 1948 - Roald Als, dansk forfatter og satiretegner.
- 1956 - Matthew Lawrence, Amerikansk skuespiller og tennisspiller.

### Dødsfald
- 1861 - Peter Georg Bang, dansk politiker, statminister og jurist (født 1797).
- 1872 - Samuel Morse, amerikansk opfinder af morsealfabetet (født 1791).
- 1922 - Hermann Rorschach, schweizisk psykiater (født 1884).
- 1924 - Eugen Warming, dansk botaniker (født 1841).
- 1938 - Gustaf Munch-Petersen, dansk forfatter, maler og frivillig i den Spanske borgerkrig (født 1912).
- 1951 - Charles Willumsen, dansk skuespiller (født 1866).
- 1959 - Benjamin Christensen, dansk filminstruktør, manuskriptforfatter og skuespiller (født 1879).
- 1969 - Ib Andersen, dansk tegner, grafiker og arkitekt (født 1907).
- 2005 - Pave Johannes Paul 2. (født 1920).
- 2015 - Per Vilhelm Brüel, dansk civilingeniør, og grundlægger af virksomheden Brüel & Kjær (født 1915).
- 2020 - Oskar Fischer, tysk politiker og udenrigsminister (født 1923).

|  | Denne datoartikel kan blive bedre, hvis der indsættes et (bedre) billede Du kan hjælpe ved at afsøge Wikimedia Commons for et passende billede eller uploade et godt billede til Wikimedia Commons iht. de tilladte licenser og indsætte det i artiklen. |